# Hanako (poisson)
Pour l'actrice, voir Hanako.
 (février 2021).
Hanako (花子), né vers 1751 et mort le 7 juillet 1977, est un poisson koi écarlate ayant appartenu à plusieurs individus, dont le dernier était le Dr Komei Koshihara. Le nom Hanako se traduit par «fille de fleur» depuis le japonais. Dépassant de loin l'espérance de vie moyenne de sa race, elle est âgée de 226 ans au moment de sa mort,,.  
Son âge est déterminé en 1966 en retirant deux de ses écailles et en les examinant de manière approfondie. À ce moment, Hanako pèse 7,5 kg et mesure 70 cm de longueur. Son âge est alors estimé à 215 ans. 
En juillet 1974, une étude des anneaux de croissance de l'une de ses écailles rapporte que Hanako a 226 ans. Elle est, à ce jour, le poisson koi avec la plus grande longévité jamais enregistré. Cependant, la véracité de ces allégations de longévité est également contestée.
En moyenne, un poisson koi en dehors du Japon a une espérance de vie de 15 ans tandis que la durée de vie moyenne des koi japonais est de 40 ans. Certaines sources donnent un âge moyen pour l'espèce d'un peu plus de 50 ans,.